# Cenizas del cielo
Pour plus de détails, voir Fiche technique et Distribution.
Cenizas del cielo (Cendres du ciel) est un film dramatique espagnol réalisé en 2007 par José Antonio Quirós.

## Synopsis
En Espagne, dans la campagne de Negron, Principauté des Asturies, les habitants vivent au quotidien avec une centrale thermique. Pol Ferguson, un Écossais qui écrit des guides de voyage, traversait la vallée jusqu'à ce que son camping-car tombe en panne. Il y rencontre Federico, paysan espagnol, qui milite contre la pollution de la centrale thermique depuis la mort de sa femme, il y a des années de ça. Pol Ferguson va alors découvrir comment tous les habitants de la vallée vivent au jour le jour au côté d'une centrale thermique dont ils sont dépendants mais qui leur pose de nombreux problèmes de santé et environmentaux.

## Fiche technique
- Réalisation : José Antonio Quirós
- Scénario : Dionisio Pérez et José Antonio Quirós
- Production : Loris Omedes
- Musique originale : Ramón Prada
- Photographie : Álvaro Gutiérrez
- Montage : Fernando Pardo
- Décors : Bernat Puig
- Pays :  Espagne
- Langue : espagnol - bable - anglais
- Format : couleur

## Distribution
- Celso Bugallo : Federico
- Gary Piquer : Pol Ferguson
- Clara Segura : Cristina
- Beatriz Rico : Tati
- Eduardo Antuña : Raúl
- Txema Blasco : Manolo
- Nicolás Fernández Luna : Alfredo
- Raquel Hevia : Marisol
- Carlos Kaniowsky : Lalin
- Fran Sariego : Mario

## Récompenses et distinctions

### Récompenses
- 2009 : Prix du jury jeunes du Festival CinémaScience de Bordeaux

### Nominations
- 2009 : Prix Goya du meilleur scénario